# Oxysychus mori
Oxysychus mori är en stekelart som beskrevs av Yang 1996. Oxysychus mori ingår i släktet Oxysychus och familjen puppglanssteklar. Inga underarter finns listade i Catalogue of Life.